# Mistrzostwa Polski Par Klubowych na Żużlu 2022
Mistrzostwa Polski Par Klubowych na Żużlu 2022 – zawody żużlowe, mające na celu wyłonienie medalistów mistrzostw Polski par klubowych w sezonie 2022. 
W zawodach wystąpiły: para organizatora zawodów oraz pary klubów, które w poprzednim sezonie zajęły: 
- pierwsze 4. miejsca w rozgrywkach drużynowych mistrzostw Polski,
- pierwsze miejsce w rozgrywkach Nice 1. Ligi Żużlowej,
- pierwsze miejsce w rozgrywkach  mistrzostw Polski par klubowych.

Finał rozegrano w Poznaniu, w którym zwyciężyli po raz 1 zawodnicy Motoru Lublin.
Od tego sezonu wprowadzono zmiany w regulaminie:
- w zawodach MPPK para (z uwzględnieniem rezerwowego) składa się z zawodników kadry klubu z najwyższą średnią biegową z poprzedniego sezonu,
- w drużynie może wystąpić jeden zawodnik zagraniczny

Wprowadzono nagrody pieniężne dla drużyn do podziału:
- 1 miejsce – 30 000 zł
- 2 miejsce – 20 000 zł
- 3 miejsce – 15 000 zł
- 4-7 miejsce – 11 000 zł

## Finał
- Poznań, 3 kwietnia 2022
- Sędzia: Krzysztof Meyze
- Widzów: 3 000

| Miejsce | Kluby                                 | Suma | Zawodnicy                                                       | Punkty                                              |
| ------- | ------------------------------------- | ---- | --------------------------------------------------------------- | --------------------------------------------------- |
| 1       | Motor Lublin                          | 23   | 9. Mikkel Michelsen 10. Wiktor Lampart 19. Dominik Kubera       | 8 (w,1,–,1,3,3) 0 (–,–,0,–,–,–) 15 (3,3,2,3,2,2)    |
| 2       | Fogo Unia Leszno                      | 21+3 | 3. Jason Doyle 4. Janusz Kołodziej 16. Piotr Pawlicki           | 5 (3,2,–,–,–,–) 7 (–,–,1,0,3,3) 9+3 (0,3,2,2,0,2)+3 |
| 3       | ZOOLeszcz GKM Grudziądz               | 21+2 | 7. Nicki Pedersen 8. Przemysław Pawlicki 18. Krzysztof Kasprzak | 2 (2,–,–,–,–,–) 14+2 (3,2,3,2,2,2)+2 5 (0,d,1,1,3)  |
| 4       | Moje Bermudy Stal Gorzów Wielkopolski | 20   | 13. Bartosz Zmarzlik 14. Martin Vaculik 21. Szymon Woźniak      | 16 (3,3,3,3,3,1) 3 (0,2,1,–,–,–) 1 (0,1,0)          |
| 5       | Arged Malesa Ostrów Wielkopolski      | 18   | 1. brak zawodnika 2. Chris Holder 15. Tomasz Gapiński           | – 11 (1,2,3,2,0,3) 7 (2,1,0,3,1,0)                  |
| 6       | Betard Sparta Wrocław                 | 12   | 5. Maciej Janowski 6. Tai Woffinden 17. Gleb Czugunow           | 6 (0,1,–,3,2,–) 4 (1,–,2,1,–,d) 2 (0,1,0,1)         |
| 7       | WUPRINŻ PSŻ Poznań                    | 10   | 11. Rune Holta 12. Kacper Gomólski 20. Jonas Seifert-Salk       | 0 (t,w,0,–,–,0) 9 (2,1,1,2,2,1) 1 (t,1)             |

Bieg po biegu:
1. (66,03) Doyle, Gapiński, Holder, Pi. Pawlicki
2. (65,40) Prz. Pawlicki, Pedersen, Woffinden, Janowski
3. (64,61) Kubera, Gomólski, Michelsen (w), Holta (t)
4. (64,53) Zmarzlik, Holder, Gapiński, Vaculik
5. (65,25) Pi. Pawlicki, Doyle, Janowski, Czugunow
6. (64,83) Kubera, Prz. Pawlicki, Michelsen, Kasprzak
7. (65,53) Zmarzlik, Vaculik, Gomólski, Holta (w)
8. (65,78) Holder, Woffinden, Czugunow, Gapiński
9. (65,91) Prz. Pawlicki, Pi. Pawlicki, Kołodziej, Kasprzak (d)
10. (65,09) Zmarzlik, Kubera, Vaculik, Lampart
11. (65,50) Gapiński, Holder, Gomólski, Holta
12. (65,84) Kubera, Pi. Pawlicki, Michelsen, Kołodziej
13. (65,13) Janowski, Gomólski, Woffinden, Seifert-Salk (t)
14. (64,97) Zmarzlik, Prz. Pawlicki, Kasprzak, Woźniak
15. (65,00) Michelsen, Kubera, Gapiński, Holder
16. (66,12) Kołodziej, Gomólski, Seifert-Salk, Pi. Pawlicki
17. (65,09) Zmarzlik, Janowski, Woźniak, Czugunow
18. (65,84) Holder, Prz. Pawlicki, Kasprzak, Gapiński
19. (65,28) Kołodziej, Pi. Pawlicki, Zmarzlik, Woźniak
20. (65,75) Michelsen, Kubera, Czugunow, Woffinden (d)
21. (66,53) Kasprzak, Prz. Pawlicki, Gomólski, Holta

Wyścig dodatkowy o 2. miejsce:
1. (65,40) Pi. Pawlicki, Prz. Pawlicki